# Marc Lambotte
Marc Lambotte (Antwerpen, 7 maart 1956) is een Belgisch bestuurder.

## Levensloop
Hij volgde een lerarenopleiding aan het Hoger Pedagogisch Instituut te Antwerpen, alwaar hij in 1976 afstudeerde.
Vervolgens ging hij aan de slag als leraar lager onderwijs. In 1985 maakte hij de overstap naar de IT-sector, waar hij aan de slag ging als consultant bij Unisys. In 2005 werd hij aldaar managing director. Tevens was hij actief als gastdocent aan de KU Leuven, waar hij 'internationaal management' en 'strategisch management' doceerde.
In januari 2013 werd hij aangesteld als directeur-generaal van Agoria en sinds 21 mei 2014 is hij CEO van de technologiefederatie. Hij volgde in die hoedanigheid Paul Soete op.
In 2021 werd hij als CEO van Agoria opgevolgd door Bart Steukers en keerde hij terug naar zijn eerste liefde, lesgeven. Als Managing Partner van Purusha ontwikkelde hij een reeks opleidingen tot Executive Storyteller die managers helpen beter te communiceren met behulp van allerlei technische hulpmiddelen.

## Publicaties
In 2022 publiceerde hij "Bewust Kunnen - De sleutel tot het kennen en doorbreken van je grenzen" (ISBN 9789403675763) en zijn Engelse vertaling "Consciously Mastering Skills - The key to knowing and overcoming your limitations" (ISBN 9789403675800), management boeken waarin hij aan de hand van verhalen de zakelijke inzichten die hij verwierf, illustreert.  